# شعيب محمد
شعيب محمد، حكم كرة قدم كويتي دولي سابق.
و قد حكم في كأس الخليج 1988، وقد أدار مباراة منتخب العراق لكرة القدم ومنتخب عمان لكرة القدم في 4 مارس 1988.